# One Night Stand (canción)
«One Night Stand» es una canción compuesta por el guitarrista Dennis Larden, e interpretada por el cantante estadounidense Rick Nelson, junto con su banda The Stone Canyon Band. Fue publicada el 10 de enero de 1974 por el sello MCA Records como la octava canción de su vigésimo segundo álbum de estudio, Windfall. Más tarde, «One Night Stand» fue publicada en marzo de 1974 como el tercer y último sencillo del álbum.

## Recepción de la crítica
Un escritor no especificado de la revista Cash Box declaró: “La voz de Rick lleva la pista, al frente de las mejores armonías de una Stone Canyon Band madura y un pedal de acero que te deja inconsciente mientras entra y sale”. Un escritor no especificado de Record World comentó: “Rick regresa a la historia en el escenario que le dio éxitos desde «Travelin' Man» hasta «Garden Party». Si alguien ha demostrado su longevidad como creador de éxitos, ese es Nelson”.

## Lista de canciones
- 7-inch single – MCA-40214[5]

1. «One Night Stand» (Dennis Larden) – 3:17
2. «Lifestream» (Rick Nelson) – 2:40

## Créditos y personal
Créditos adaptados desde las notas de álbum de Windfall.
Rick Nelson and the Stone Canyon Band
- Tom Brumley – steel guitar
- J. DeWitt White – bajo eléctrico, coros
- Dennis Larden – guitarra líder, coros
- Ty Grimes – batería
- Rick Nelson – guitarra, voz principal

Personal técnico
- Rick Nelson – productor
- Michael Nemo – arreglos

## Posicionamiento
| Gráfica (1974)                                  | Pico de posición |
| ----------------------------------------------- | ---------------- |
| Estados Unidos (Billboard Hot Country Singles)  | 89               |
| Estados Unidos (Cash Box Country Looking Ahead) | 17               |